# Мачінак
Мачінак (перс. مچينك) — село в Ірані, у дегестані Баят, у бахші Новбаран, шагрестані Саве остану Марказі. За даними перепису 2006 року, його населення становило 121 особу, що проживали у складі 38 сімей.

## Клімат
Середня річна температура становить 10,62 °C, середня максимальна – 29,91 °C, а середня мінімальна – -11,56 °C. Середня річна кількість опадів – 263 мм.
| Клімат поселення                              | Клімат поселення | Клімат поселення | Клімат поселення | Клімат поселення | Клімат поселення | Клімат поселення | Клімат поселення | Клімат поселення | Клімат поселення | Клімат поселення | Клімат поселення | Клімат поселення | Клімат поселення |
| Показник                                      | Січ.             | Лют.             | Бер.             | Квіт.            | Трав.            | Черв.            | Лип.             | Серп.            | Вер.             | Жовт.            | Лист.            | Груд.            |                  |
| Середній максимум, °C                         | 4,62             | 6,40             | 11,05            | 17,56            | 22,46            | 28,27            | 29,91            | 29,71            | 25,01            | 18,62            | 11,93            | 6,16             |                  |
| Середня температура, °C                       | −3,46            | −1,68            | 2,96             | 9,47             | 14,38            | 20,18            | 23,95            | 23,74            | 19,05            | 12,67            | 5,98             | 0,19             |                  |
| Середній мінімум, °C                          | −11,56           | −9,77            | −5,14            | 1,38             | 6,29             | 12,10            | 17,98            | 17,77            | 13,09            | 6,70             | 0,00             | −5,76            |                  |
| Норма опадів, мм                              | 35               | 35               | 47               | 40               | 34               | 5                | 2                | 1                | 0                | 10               | 21               | 33               |                  |
| Середньомісячна швидкість вітру, м/с          | 1.83             | 2.48             | 2.98             | 3.06             | 2.62             | 2.43             | 2.44             | 2.32             | 2.14             | 2.05             | 1.87             | 1.48             |                  |
| Середньомісячна сонячна радіація, кДж/м²·день | 8610             | 11415            | 14271            | 17850            | 21913            | 26598            | 26014            | 23730            | 20307            | 14800            | 10601            | 8528             |                  |
| --------------------------------------------- | ---------------- | ---------------- | ---------------- | ---------------- | ---------------- | ---------------- | ---------------- | ---------------- | ---------------- | ---------------- | ---------------- | ---------------- | ---------------- |
| Джерело:                                      |                  |                  |                  |                  |                  |                  |                  |                  |                  |                  |                  |                  |                  |